# Хмелев, Александр Леонидович
Александр Леонидович Хмелев (род. 1 марта 1964, Душанбе, Таджикская ССР) — генеральный директор ТОО «Казцинк» (2014—2024). Герой Труда Казахстана (2021).

## Биография
После окончания Новосибирского государственного университета по специальности «Экономическая кибернетика» трудоустроился электромехаником в Усть-Каменогорский свинцово-цинковый комбинат (сейчас — Усть-Каменогорский металлургический комплекс).
В 1986—1997 годах — электромеханик, инженер-программист Усть-Каменогорского свинцово-цинкового комбината, в 1997—1999 годах — главный бухгалтер ОАО «Казцинк», в 1999—2014 годах — вице-президент по финансам, управляющий директор ОАО «Казцинк».
С 2014 года по 2024 год — генеральный директор ТОО «Казцинк».

## Награды
- 2021 — звание «Қазақстанның Еңбек Ері» с вручением знака особого отличия Золотой звезды (Алтын жұлдыз) и ордена «Отан»[3]
- 2019 — Почётный гражданин Усть-Каменогорска — за активное участие в общественно-политической жизни города и  огромный вклад в развитие системы местного самоуправления
- 2018 — Юбилейная медаль «20 лет Астане»
- 2016 — Нагрудный знак «За выдающийся вклад в обеспечение промышленной безопасности»
- 2013 — Указом президента РК награжден орденом «Курмет»